# Lieven Duvosel
Seraphinus (Lieven) Duvosel (Gent, 14 december 1877 - Sint-Martens-Latem, 20 april 1956) was een Belgisch componist en dirigent.

## Levensloop
Hij was zoon van fabriekswerker annex marktkoopman Josephus Joannes Duvosel en van Catharina Josephina Noppens. Hijzelf trouwde met Irma Maria Ascoop.
Hij kreeg zijn muziekopleiding aan de Gentse en Antwerpse conservatoria. Vervolgens ging hij van 1904 tot 1908 studeren in Parijs aan het Conservatoire national supérieur de musique et de danse de Paris bij Charles-Marie Widor (pijporgel), Charles Lenepveu (contrapunt) en Gabriel Fauré (compositieleer). In 1908 keerde hij terug naar Gent om er dirigent en muziekleraar aan de stadsscholen te worden. In die periode componeerde hij voor een zangwedstrijd van de Gentse Liberale Kring het Hoog Banier (ook wel De Vlag genoemd) wat later het strijdlied van de Liberale Partij van België zou worden. 
Hij nam tijdens de Eerste Wereldoorlog deel aan het activisme. Zo schreef hij het Strijdlied der Vlaamsche nationalisten en dirigeerde bij de stichtingsvergadering van de Vlaamse universiteit te Gent. Hij was enige tijd lid van de Vlaamsch-Nationale Partij en was dirigent van een met Duits geld gefinancierd koor en orkest. Hij dirigeerde tijdens het eeuwfeest van de Gentse Universiteit. Hij trok bij het eind van de oorlog als een van circa veertig activistische vluchtelingen naar Duitsland en ontmoette er Richard Strauss en Arthur Nikisch, die laatste introduceerde hem bij muziekuitgeverij Breitkopf & Härtel. 
Van 1920 tot 1940 was hij in Nederland te vinden, waarbij hij regelmatig als componist, dirigent en begeleider bij uitvoeringen betrokken was. Zo zong Bertha Reeser van hem vier liederen op een "Dietsche kunstavond" in Den Haag in 1920. Hij gaf leiding aan bijvoorbeeld koren in Haarlem (Koninklijke Liedertafel Zang en Vriendschap), Den Haag en Sittard (Sittards mannenkoor). In 1940 was hij terug in België en werd tijdens de bezetting door Nazi-Duitsland gehuldigd in het Paleis voor Schone Kunsten en geëerd vanwege zijn activistische houding tijdens de Eerste Wereldoorlog. Hij leidde even later een concert voor de Kultuurdagen van de Duitsch-Vlaamsche Arbeidsgemeenschap.   
In 1940 keerde hij terug naar Gent. Hij richtte er het Duvoselkoor op maar werd in 1942 ernstig ziek. Na de Tweede Wereldoorlog werd hij gearresteerd maar na korte tijd werd hij vrijgelaten. Duvosel, die tot dan toe als vrijzinnige door het leven was gegaan, bekeerde zich tot het katholicisme. In 1946 ging hij in Sint-Martens-Latem wonen. Van 1949 tot 1951 was hij dirigent van het Vlaams Nationaal Zangfeest.
De gemeente Sint-Martens-Latem herdenkt de componist driejaarlijks met de Lieven Duvoselprijs, een zangwedstrijd voor mannenkoren. Gent kent ook een Lieven Duvoselstraat (postcode 9050).
Een van zijn bekendere werken is de Leiecyclus, geschreven tussen 1902 en 1923, waarvan ook delen in Nederland zijn uitgevoerd. De muziekcommissie van het Koninklijk Nederlandsch Zangersverbond bekroonde diverse werken van hem, zoals Fiat Lux een toonzetting van een tekst van Guido Gezelle en Kerstverlangen op tekst van René de Clercq.

## Varia
Professor M. G. J. Minnaert (De natuurkunde van 't vrije veld):
- Lieven Duvosel, de toondichter, zei mij eens, dat de ruwste boerenfanfare wonderlijk mooi klinkt als men die van verre over de waterspiegel van de Leie hoort: de hoorbaarheid boven water is goed, men hoort verre geluiden, maar de demping van de hoge tonen is opvallend.[3]

- Gemeinsame Normdatei: 105514059X
- International Standard Name Identifier: 0000 0003 9214 5487
- MusicBrainz: e65b3f9c-5362-4fdb-8582-c7463fd0e1d4
- Nederlandse Thesaurus van Auteursnamen: 256345171
- Virtual International Authority File: 286137231
- WorldCat: E39PBJbRqcHpGq846GQPwHvrbd

1. ↑   met tekst van Lodewijk Slock
2. ↑  . Gearchiveerd op 4 mei 2023.
3. ↑  M. G. J. Minnaert: De natuurkunde van 't vrije veld, Deel 2, § 21: Invloed van de demping op de voortplanting van hoge geluiden, bladzijde 35